# دنیل ام تنی
دنیل ام تنی (به انگلیسی: Daniel M. Tani) فضانورد اهل ایالات متحده آمریکا است که در ۱ فوریهٔ ۱۹۶۱ میلادی در ریدلی پارک، پنسیلوانیا زاده شد. وی در مأموریت اس‌تی‌اس-۱۰۸، اس‌تی‌اس-۱۲۰، اکسپدییشن ۱۶، اس‌تی‌اس-۱۲۲ حضور داشته‌است.